# Rusudan (hija de Jorge III de Georgia)
Rusudan (en georgiano: რუსუდანი; griego: Ρουσουδάν) fue la hija menor del rey Jorge III de Georgia y de su esposa, Burdukhan (Gurandukht). Su hermana mayor fue Tamar, quien sucedió a su padre como gobernante de Georgia.
Nació alrededor de 1158/1160, Rusudan se casó, posiblemente en 1180, con Manuel Comneno, el hijo mayor de Andrónico I Comneno que fue emperador bizantino desde 1183 hasta 1185. Manuel y Rusudan tuvieron dos hijos, Alejo, nacido probablemente en 1182, y David, nacido alrededor de 1184 o 1185.
Cuando Andrónico fue depuesto y asesinado, Manuel fue cegado, y posiblemente pudo haber muerto por sus heridas. Se dice que Rusudan huyó de Constantinopla con sus hijos, refugiándose ya sea en Georgia o en la antigua provincia bizantina del Ponto.
Mientras que la Cuarta Cruzada estaba acampado fuera de Constantinopla entre 1203 y 1204 (y luego tomaría la ciudad), Tamar envió tropas georgianas para ayudar a Alejo y David a tomar el control de Ponto en abril de 1204. Combinado con sus conquistas adicionales se convirtió en el nuevo Imperio de Trebisonda.